# Cântece de câmpie
Cântece de câmpie este un volum de poezii din 1968 de Ștefan Bănulescu. Lumea nuvelelor lui Ștefan Bănulescu este reconstituită liric în volumul Cântece de câmpie prin folosirea acelorași elemente ale naturii și de ambianță omenească. Poeziile au fost scrise înainte și în timpul scrierilor nuvelelor din volumul Iarna bărbaților, cu toate acestea nuvelele au fost publicate în 1965, iar volumul de poezii trei ani mai târziu, ambele de către Editura pentru Literatură.

## Cuprins
- Omul din nisipuri
- Cântec de seară
- Salcâmul din Bărăgan
- Haina
- Cocoșul
- Dropia
- Cere gârla om
- Andrei Mortu
- Salcia
- Om fără noapte
- Lunca vrăbiilor
- Rugă pe gheață
- Piatră sau Cântec de dobrogean bătrân
- Cântec de dimineață
- Trecătorul Pământului

## Analiză literară
Atât în volumul de versuri, Cântece de câmpie  cât și în cel de nuvele Iarna bărbaților (1965), apar o serie de simboluri specifice: dropia, cocoșul, masa cu oglinzi, salcia, salcâmul.
Între volumele Cântece de câmpie, Iarna bărbaților și Cartea Milionarului există numeroase punți, între ele circulă numeroase simboluri, motive, figuri umane, în versiuni sporite și nuanțate care se dezvoltă de la o scriere la alta și-și ramifică și-și adâncesc semnificațiile. Rezultă astfel o lume unicat ale cărei structuri se îmbină.